# Schreierstoren

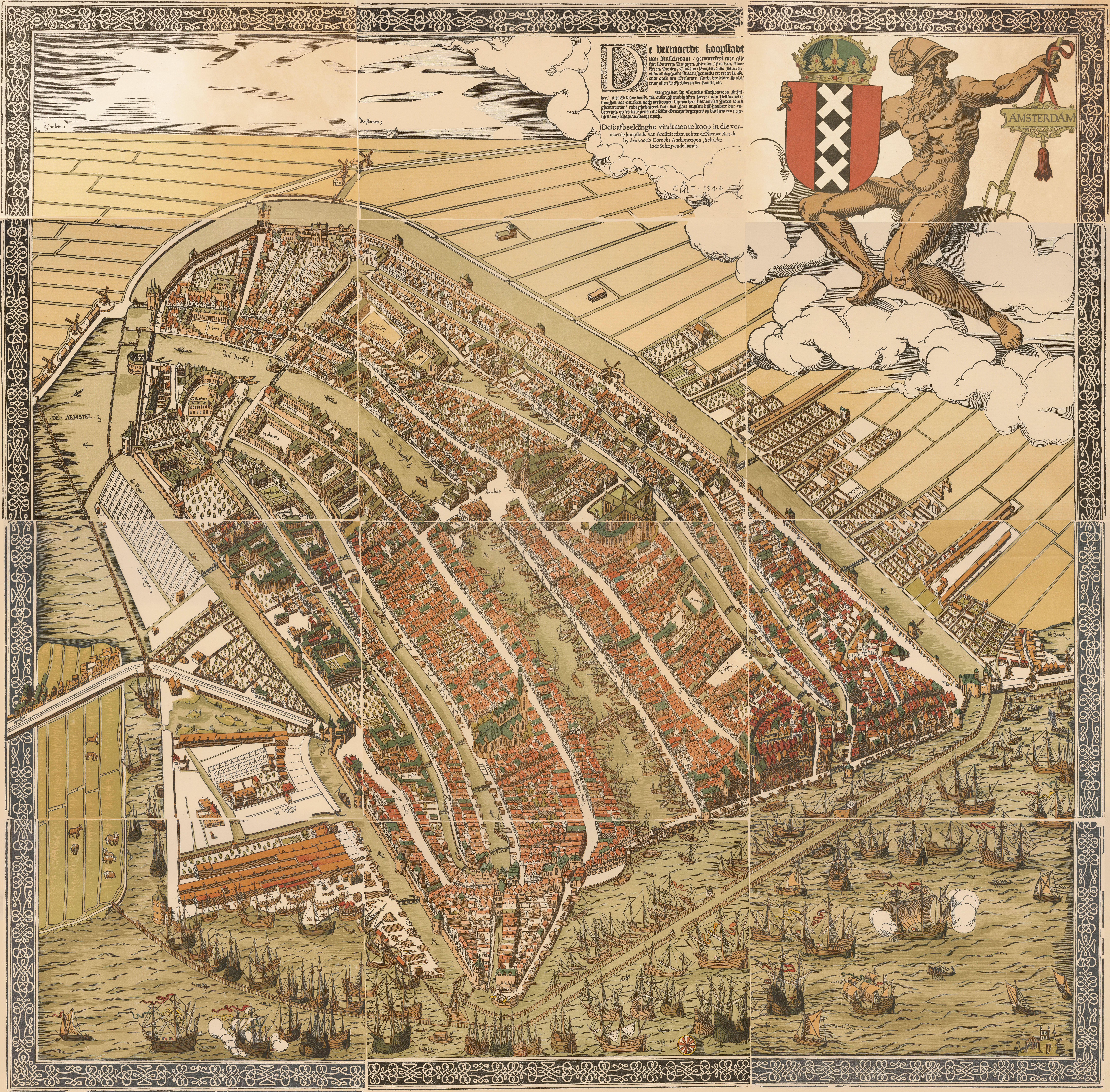
Amsterdam in 1544, door Cornelis Anthonisz, met de Schreierstoren linksonder op de voorgrond. Met de scherpe hoek, die de toren in de stadsmuur maakte, duidelijk zichtbaar.

De Schreierstoren aan de Geldersekade op de Prins Hendrikkade 94 in Amsterdam is een verdedigingstoren die vroeger deel uitmaakte van de stadsmuur van Amsterdam. De toren werd gebouwd rond 1487 op de hoek van het IJ en de oostkant van de stad, en is de enige bewaard gebleven verdedigingstoren van Amsterdam.

## Naamgeving
De toren heette vroeger de Schrayershoucktoren, omdat de stadsmuur hier een scherpe hoek maakte (van schray = "scherp"). De huidige naam zou de toren hebben gekregen, omdat hij op de plaats stond waar in de tijd van de VOC vrouwen afscheid namen van hun mannen voordat die op reis gingen. Dit verhaal is waarschijnlijk apocrief.

## Geschiedenis
De stadsmuur liep langs het havenfront, langs de Prins Hendrikkade voor waar nu het Centraal Station is. Bij de Schreierstoren maakte de muur een scherpe hoek naar het zuidoosten, waarna de stadsmuur langs de stadsgracht (de huidige Geldersekade) doorliep naar de Sint Anthoniespoort op wat nu de Nieuwmarkt is. In de kademuur langs de Geldersekade zijn grote zandstenen blokken te zien; dit zijn restanten van de oude stadsmuur.
Nadat de toren zijn verdedigende functie had verloren, deed hij nog geruime tijd dienst als havenkantoor. In 1960 verhuisde de havenmeester naar het nieuwe Havengebouw aan de De Ruyterkade.
In 1966 werd de toren gerestaureerd. De kantelen die op oude prenten zijn te zien, zijn toen niet opnieuw aangebracht omdat bij bouwhistorisch onderzoek voor het bestaan ervan geen aanwijzingen in het gebouw zelf werden gevonden. Sinds de restauratie is het gebouw deels een horecagelegenheid. Boven in de toren bevindt zich een scheepskaarten- en scheepsboekenhandel.

## Gevel- en gedenkstenen
- In 1569 werd een gevelsteen aangebracht afbeeldende een schreiende vrouw, die wijst naar het uitvarende schip van haar zeeman.
- In de noordoostelijke muur werd in september 1927 een plaquette aangebracht ter herinnering aan het feit dat Henry Hudson op 4 april 1609 hiervandaan naar de Nieuwe Wereld vertrok om in opdracht van de VOC een westelijke doorvaart naar Indië te vinden. De plaquette was een initiatief van The Greenwich Village Historical Society uit New York.
- In 1959 volgde een kleinere plaquette ter viering van de 350-ste verjaardag van Hudsons reis, de onthulling vond plaats door burgemeester Gijs van Hall.
- Boven de ingang aan de Prins Hendrikkade is een gedenksteen ingemetseld, die herinnert aan de Eerste Schipvaart naar Oost-Indië in 1595. Erop afgebeeld staan de vier zeilschepen waaruit de expeditie bestond en een vogel, met erboven de Latijnse spreuk navigare necesse est ('varen is nodig'). De steen werd kort na de Tweede Wereldoorlog onthuld, ter herinnering aan het feit dat Cornelis de Houtman en zijn bemanning 350 jaar daarvoor vanaf deze plek waren uitgevaren. De eigenlijke gedenking had op 10 maart 1945 moeten plaatsvinden, maar was uitgesteld vanwege de Duitse bezetting.[2]

## Bijzonderheden
- Joost van den Vondel noemt de Schreierstoren in zijn toneelstuk Gijsbrecht van Aemstel (derde bedrijf vs. 850). Als Amsterdam wordt aangevallen beraamt de titelheld vanaf de Schreierstoren de tegenaanval.
- Een miniatuur van de Schreierstoren is in Madurodam te bewonderen.
- In de gevel van de Tribune Tower in Chicago is een steen van de Scheierstoren te bewonderen.

## Galerij

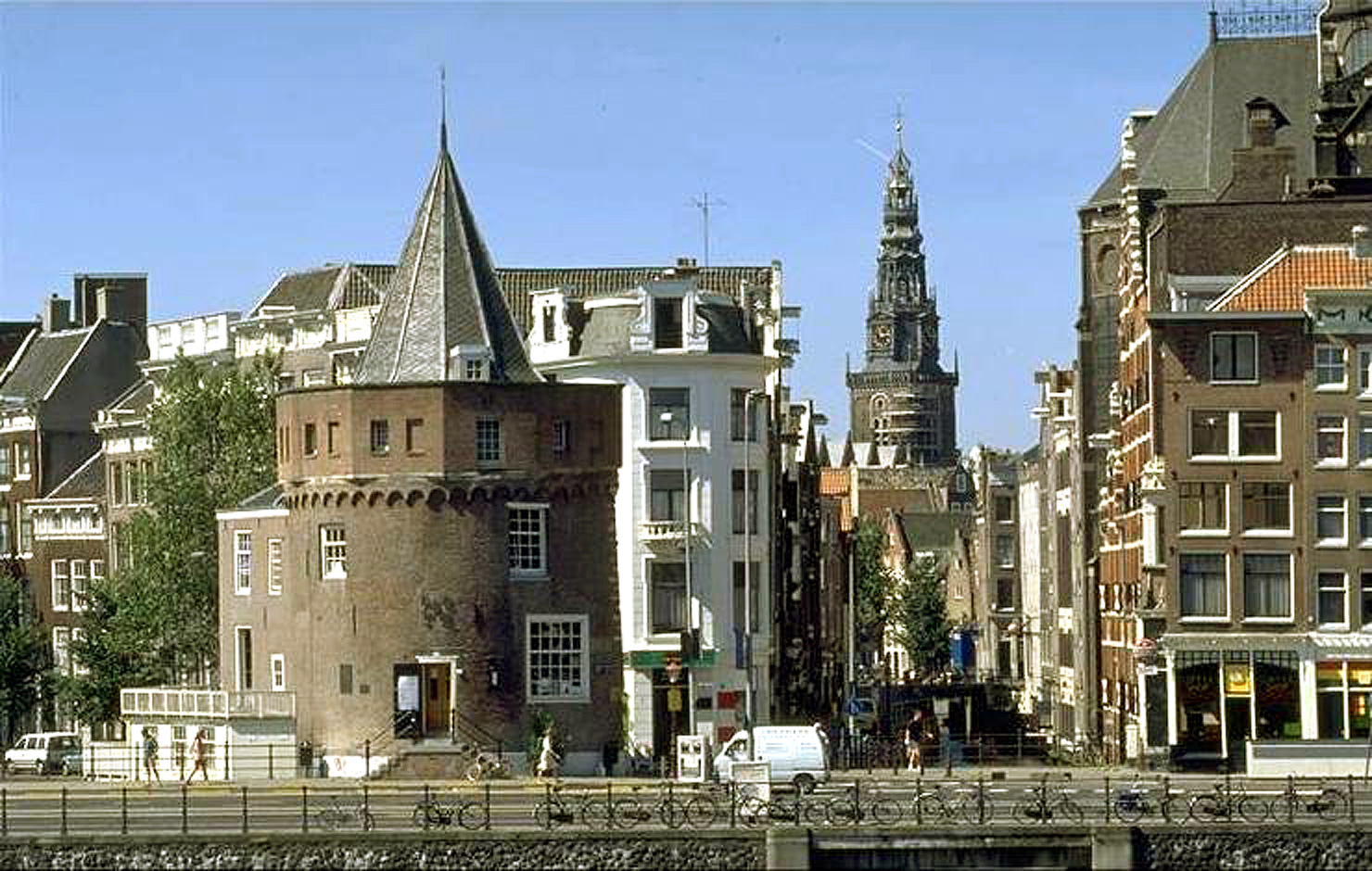
De Schreierstoren gezien vanaf het Oosterdok. Op de achtergrond de Oude Kerkstoren.
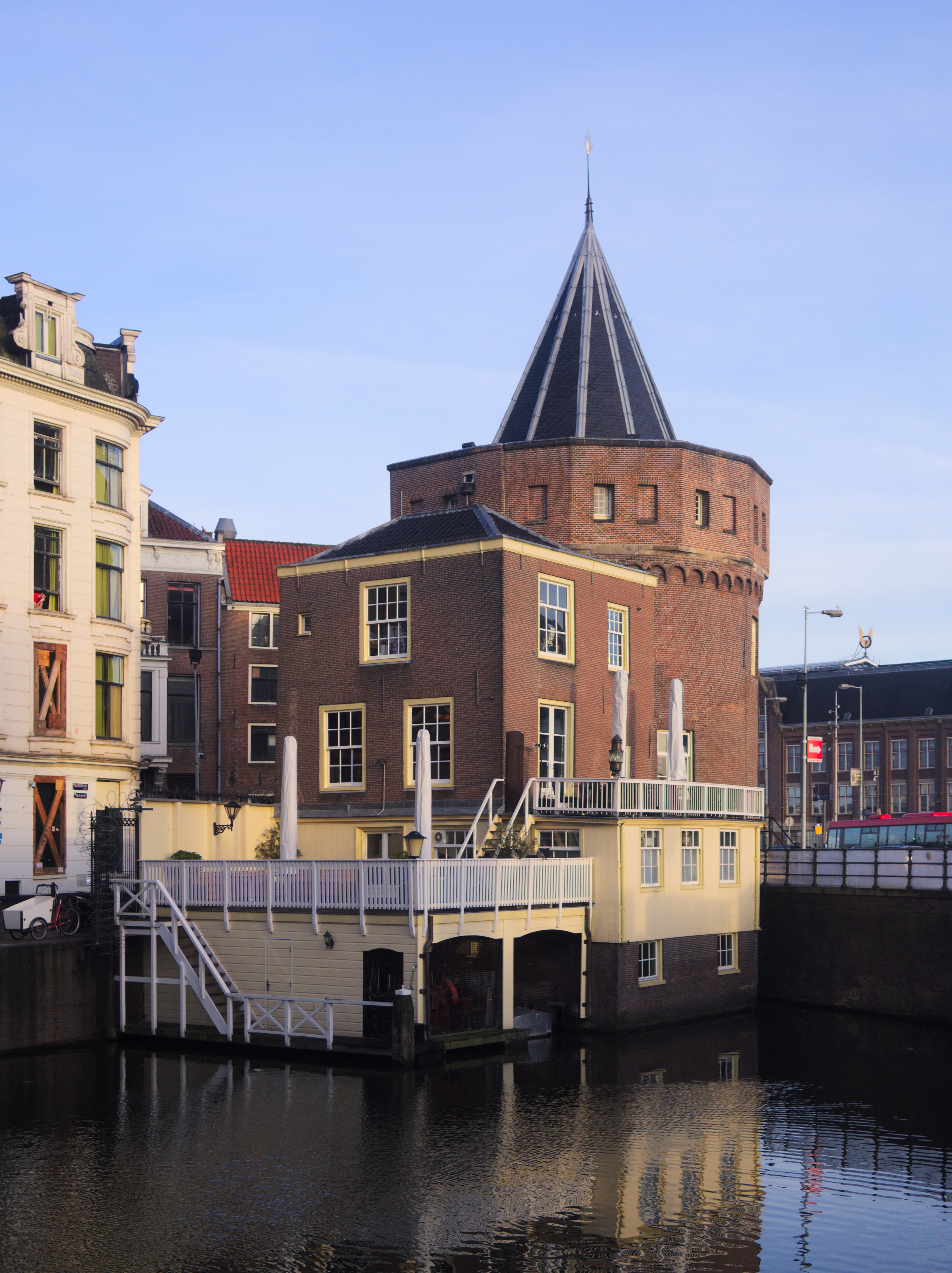
De Schreierstoren.
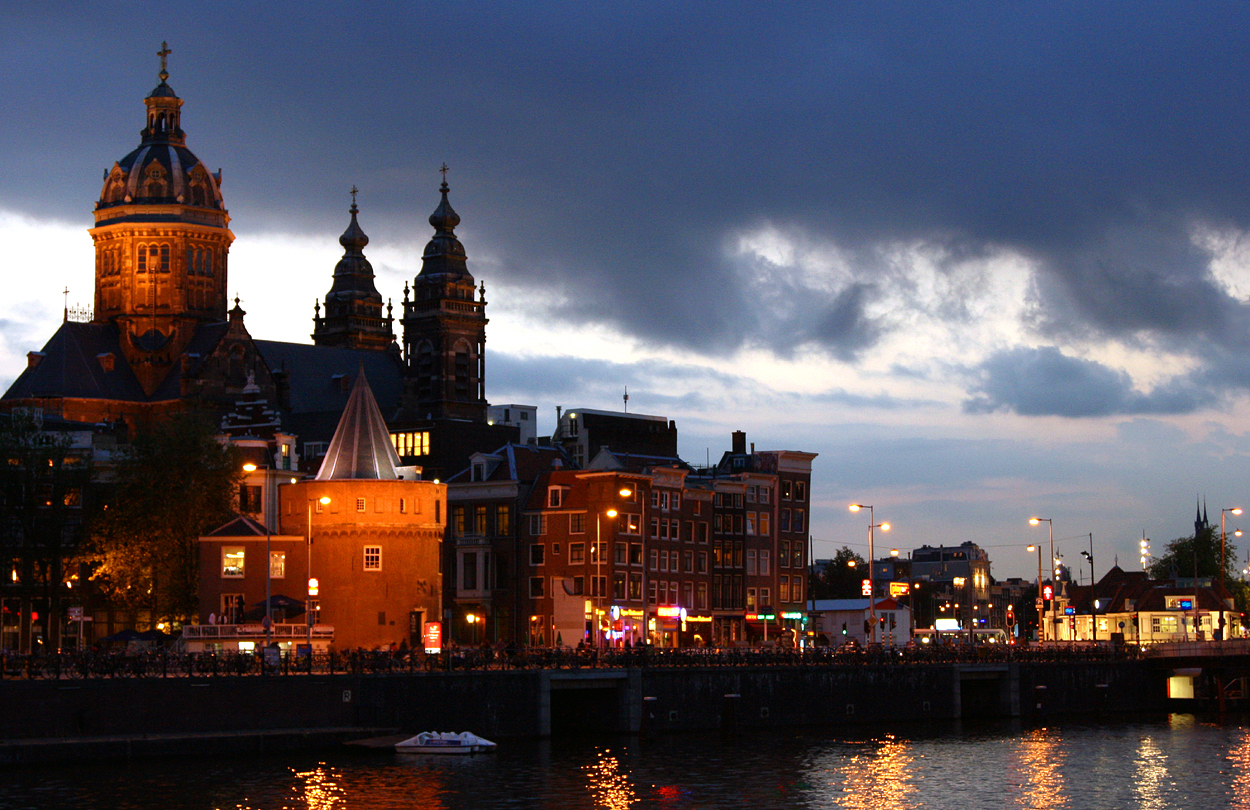
Verlichte Schreierstoren in de avond.
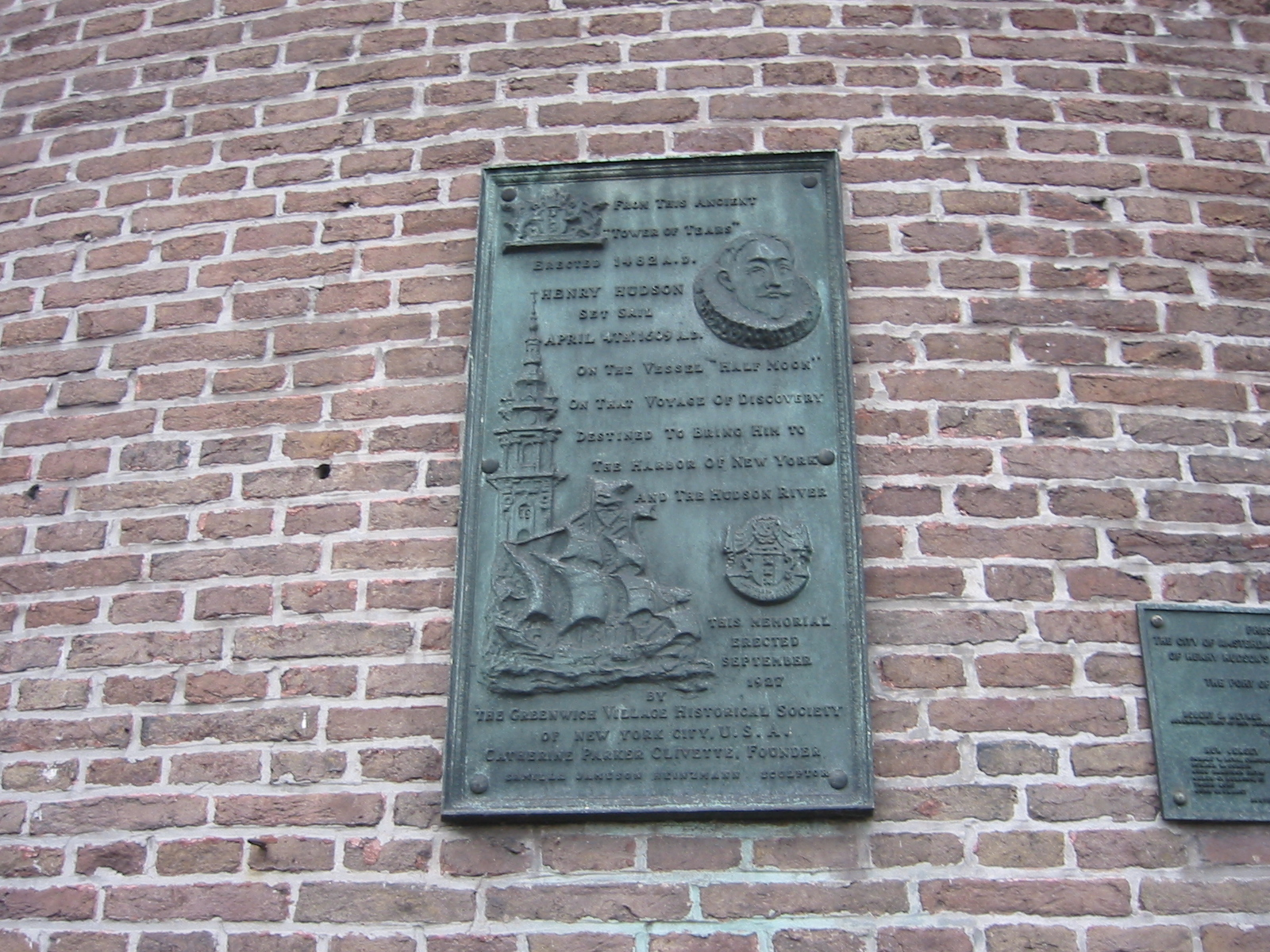
Plaquette reis Henri Hudson.
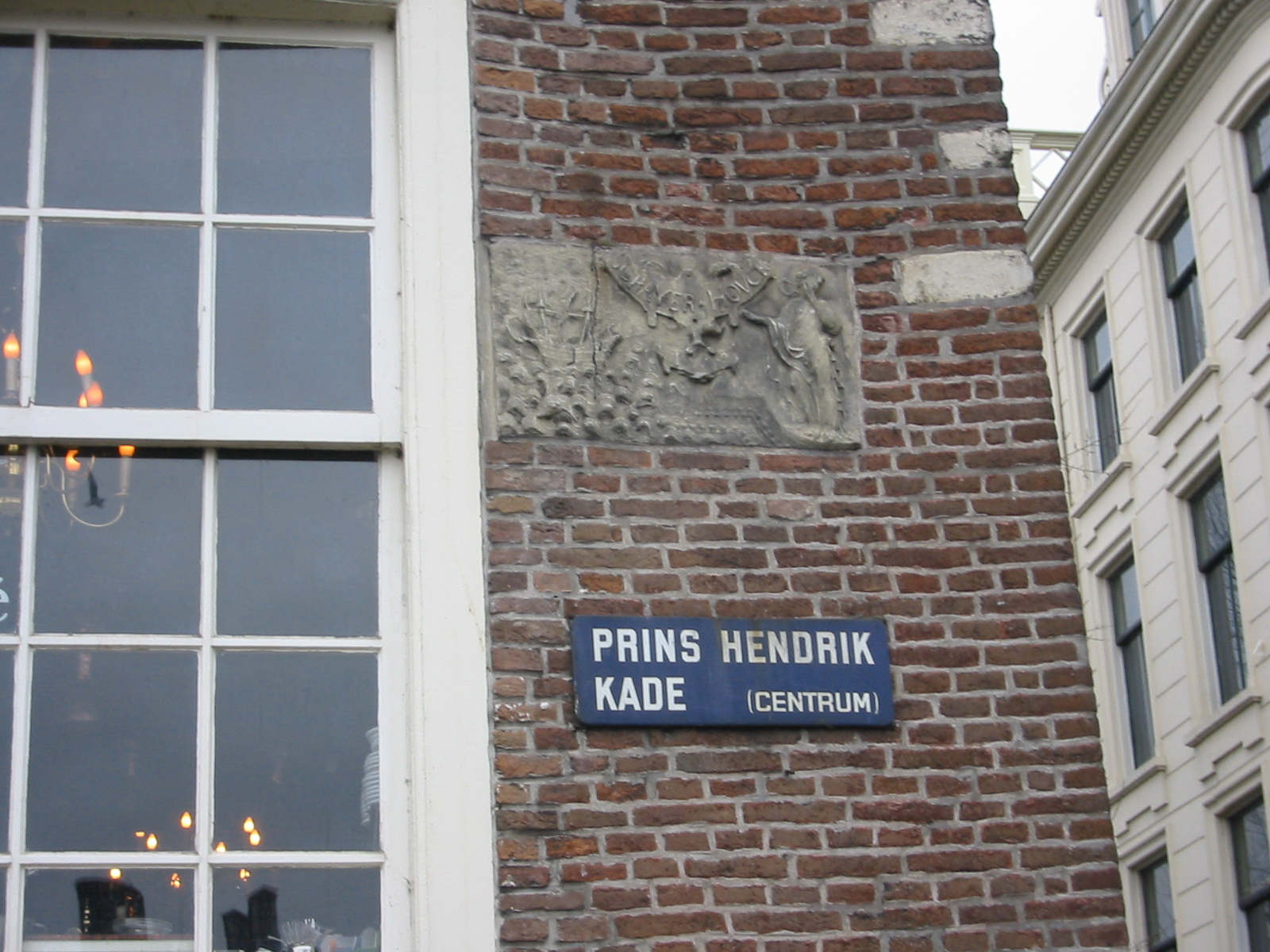
Boven straatnaambord 'Prins Hendrik Kade' een gevelsteen met de oude naam: 'Scrayer-Houck'.
- In 1960 verhuisde de havenmeester van Amsterdam naar een nieuw Havengebouw.
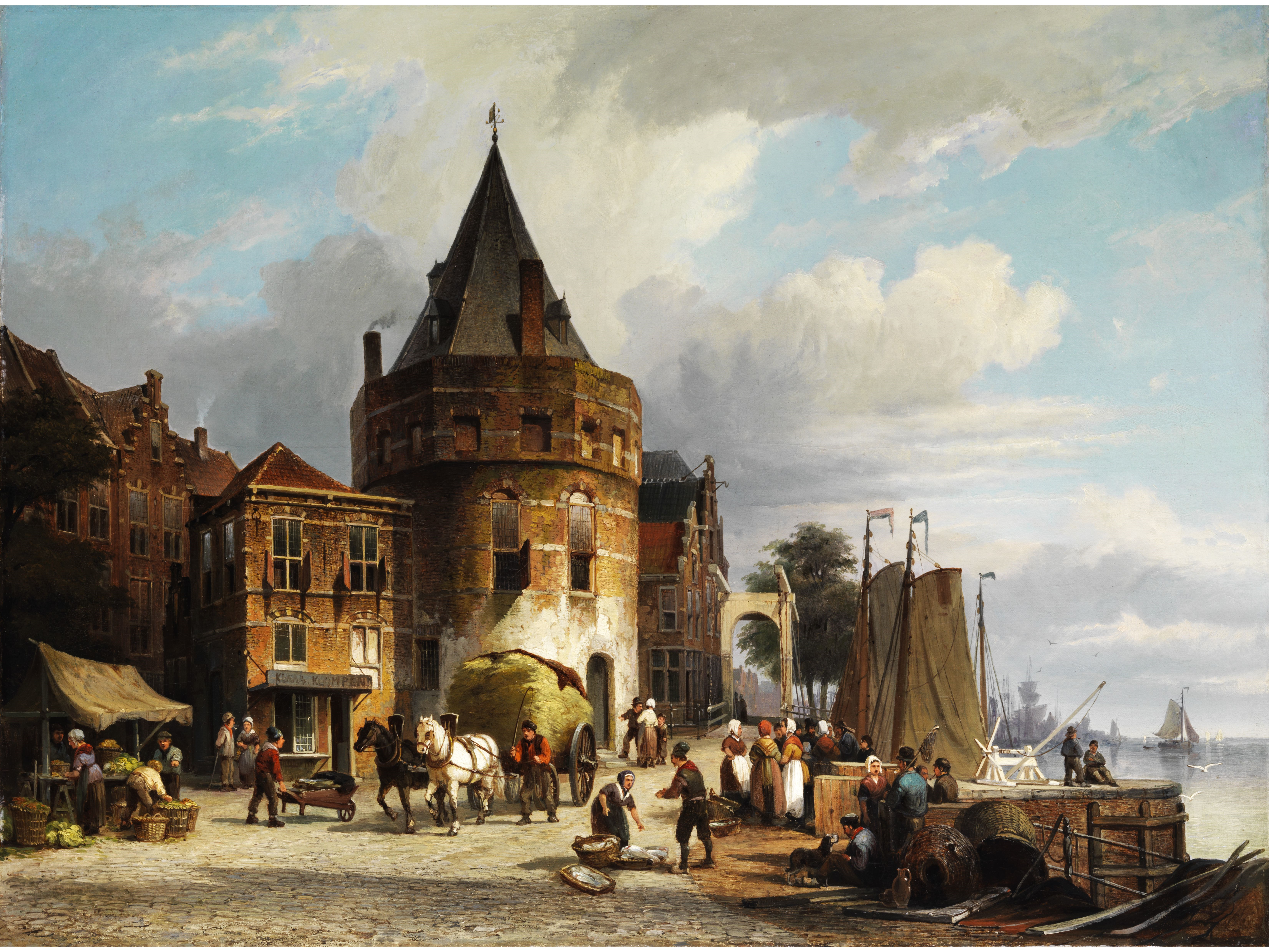
Schreierstoren in de 19de eeuw, door Willem Koekkoek